# تاكسان
التاكسانات هي صنف من مركبات ثنائي التربين [الإنجليزية]، اكتشفت أول مرة في نبات الطقسوس، وتمتاز بوجود تاكسادين [الإنجليزية] في تركيبها. من أبرز التاكسانات باكليتاكسيل ودوسيتاكسيل المستعملان في علاج أنواع مختلفة من الأورام وكابازيتاكسيل المقر لعلاج سرطان البروستات.